# バスケットボールマダガスカル代表
バスケットボールマダガスカル代表（バスケットボールマダガスカルだいひょう、Madagascar men's national basketball team）は、マダガスカルバスケットボール連盟により国際大会に派遣される男子バスケットボールのナショナルチームである。

## 歴史
アフリカ選手権最高位は1972年の9位。
2011年アフリカ選手権は自国開催として出場した（当初はコートジボワールでの開催を予定していたが、内戦のため開催国変更）。

## 主な国際大会成績
- オリンピック
  - 出場なし
- ワールドカップの成績
  - 出場なし
- アフリカ選手権の成績
  - 1972年 ― 9位
  - 2003年 ― 12位
  - 2011年 ― 13位